# Apocalypse, Nowish
Apocalypse, Nowish conocido en América Latina y en España como Apocalipsis es el séptimo episodio de la cuarta temporada de la serie de televisión estadounidense Ángel. El guion del episodio fue escrito por Steven S. DeKnight y la dirección estuvo a cargo de Vern Gillum. Se estrenó en los Estados Unidos el 17 de noviembre de 2002. La WB se refirió a este episodio como Rain of Fire (Lluvia de Fuego) en la semana de su emisión. El guionista DeKnight explicó que esto se debió a que el título del episodio era muy parecido al de la película Apocalypse Now.
En este episodio, la pandilla tiene que enfrentarse a un poderoso demonio de las visiones de Cordy llamado la Bestia, quien se ha levantado en Los Ángeles dejando una enorme actividad paranormal por toda la ciudad, que al parecer predice el mismo fin del mundo.  

## Argumento
Lorne está tratando de convencer inútilmente a Ángel de preguntarle a Cordelia si recuerda sus días como un ser superior. A lo que el vampiro le contesta que tienen cosas más importantes que hacer como resolver sus casos y dejar en paz a Cordelia. Sin saber que la vidente está siendo atormentada por unas aterradoras visiones de un demonio que al parecer traerá el inevitable apocalipsis. Connor decide comentarle de las visiones de Cordelia a su padre. Ángel acepta visitar a Cordelia y ella le menciona que durante su estadía como un ser superior pudo «sentir» todo lo que Ángelus hizo en el pasado y como consecuencia rechaza a su enamorado vampiro con temor de que pueda liberar al vampiro más diabólico del mundo. Wesley regresa a su apartamento donde encuentra a Lilah vestida de una versión sexual de Fred, algo que el inglés parece disfrutar bastante.                 
Gunn y Fred regresan de un caso solo para iniciar una pequeña pelea, ya que Fred no ha podido perdonar a Gunn por la muerte del profesor Seiden y decide alejarse de su novio visitando el restaurante preferido de los dos. En el Hyperion Lorne se da cuenta de los problemas de Gunn y Fred, al mismo tiempo que atiende varias llamadas de muchos casos paranormales. Ángel visita Wolfram & Hart y tortura a Gavin descubriendo que el despacho de abogados no ha conseguido descifrar lo que Lorne leyó en Cordy cuando canto. Lilah decide entregarle toda la información que tienen por la persuasión de Ángel.
El vampiro regresa al hotel y con ayuda de un recién ingresado al equipo Wesley, todos descifran que las actividades paranormales recientes en la ciudad se están concentrándose en una zona específica relacionada con un símbolo antiguo del fuego y, por lo tanto, con el demonio de las visiones de Cordelia llamado «La Bestia». Por su parte, Cordy acompañada de Connor inician su propia investigación por el demonio de las visiones, una búsqueda que los lleva hasta el callejón donde el hijo de los vampiros nació. De repente, en el punto exacto donde nació Connor, surge de las profundidades del infierno el demonio de las visiones que deja fuera de combate tanto a Cordy como a Connor. 
El resto de la pandilla determina que el lugar que busca La Bestia es un club popular en Los Ángeles y todos zarpan para el lugar. En el club la pandilla se encuentra con una enorme cantidad de cadáveres y al demonio esperándolos. Ángel, Gunn, Wesley y Lorne se enfrascan en una violenta batalla contra el demonio que resulta en todos los miembros de Investigaciones Ángel derrotados y heridos de gravedad. Al salir victorioso de la batalla y sin ninguna herida, el demonio inicia un movimiento que hace que llueva fuego por todos los Ángeles. En la guarida de Connor, el hijo de Ángel se culpa por todo creyendo que en cierto sentido es responsable por el surgimiento de la bestia. Cordelia decide consolarlo entregándole algo que es real; ambos hacen el amor. Mientras en una terraza Ángel contempla el acto dolorido por la traición de dos de sus seres más queridos.

## Elenco

### Principal
- David Boreanaz como Ángel.
- Charisma Carpenter como Cordelia Chase.
- J. August Richards como Charles Gunn.
- Amy Acker como Winifred Burkle.
- Vincent Kartheiser como Connor.
- Alexis Denisof como Wesley Wyndam-Pryce.

## Producción
De acuerdo con el director Vern Gillum, «J. August Richards le teme a las ratas, al igual que su personaje. Es el sujeto más agradable del planeta y fue un tormento más difícil para el de lo que se puedan imaginar.» La última escena de lucha, se tardó dos días en filmar, Charisma Carpenter tuvo que ser cuidadosa de hacer sus escenas de riesgos, ya que estaba embarazada.

### Continuidad
- Se ve completa en su totalidad a la Bestia y se convierte en una de los adversarios más poderosos de Investigaciones Angel.
- El miedo a las ratas de Gunn es visto por primera vez luego de ser mencionado brevemente en Heartthrob.
- El hacha casera de Gunn vista por primera vez en Dear Boy es destruida en este episodio por la Bestia.
- Connor vuelve a llamar a Angel papa y se podría decir que lo hace por primera vez sin odiarlo tanto. Ya que cuando lo dijo por primera vez fue bastante sarcástico (The Price)
- Wesley se reintegra con Investigaciones Ángel tras ser destituido del negocio por el secuestro de Connor.

## Recepción
El escritor Steven DeKnight comento, «Una de las cosas más grandes este año ha sido las reacciones de “Apocalypse, Nowish.” Todos aman el show, básicamente le dan cinco estrellas y después le quitan tres por el final.» Cuando los fanáticos especularon porque Cordelia dormiría con el hijo de Ángel, DeKnight advirtió: «Hay una muy grande razón para que eso sucediera... Tienen que recordar que es una historia compleja.» Muchas personas estuvieron disgustadas de ver a Cordelia durmiendo con Connor, y Charisma Carpenter estuvo de acuerdo: «Escuché muchos «ewwww,» y lo acepto. Es asqueroso. Solo algo deplorable y diabólico y en verdad maligno haría algo tan horrible.»